# Kūsheh Namā
Kūsheh Namā (persiska: کوشه نما) är en ort i Iran.   Den ligger i provinsen Khorasan, i den nordöstra delen av landet, 600 km öster om huvudstaden Teheran. Kūsheh Namā ligger 1 769 meter över havet och antalet invånare är 378.
Terrängen runt Kūsheh Namā är huvudsakligen kuperad, men den allra närmaste omgivningen är platt.Runt Kūsheh Namā är det glesbefolkat, med 19 invånare per kvadratkilometer. Närmaste större samhälle är Rīvash, 8,9 km nordväst om Kūsheh Namā. Trakten runt Kūsheh Namā består i huvudsak av gräsmarker.